# Джокер (фильм, 1991)
«Джокер» — советская приключенческая комедия 1991 года, снятая на Одесской киностудии кинокомпанией «Флора».

## Сюжет
Действие фильма происходит в Средней Азии. Только что завершились революция и гражданская война. Но время ещё далеко не спокойное. Полным-полно проходимцев и преступников. Главные герои фильма — друзья Джокер и Хрущ — типичные авантюристы, занятые поиском сокровищ. Хрущ к тому же мошенник, а Джокер выдаёт себя за аристократа.
В руки двух авантюристов попадает некий древний манускрипт. В этом манускрипте описано местонахождение клада с драгоценностями, и даже есть карта с указанием точного его местоположения, поэтому друзья отправляются на поиски сокровищ. Но в силу непредвиденных обстоятельств и взаимного недоверия герои расстаются, не поделив сокровище. И спустя несколько лет снова отправляются на поиски поодиночке.
В поиске сокровищ у Джокера и Хруща появляется конкурент. Это человек по прозвищу Капитан — он коварен, хладнокровен и жесток. Чтобы противостоять Капитану, бывшим друзьям приходится объединиться…

## В ролях
- Валерий Сторожик — Джокер
- Вячеслав Молоков — Хрущ
- Андрей Болтнев — Капитан
- Татьяна Агафонова — автомобилистка-комсомолка
- Лев Лемке — фотограф
- Виктор Павловский — тюремщик
- Тигран Кеосаян — Ашир
- Андрей Зай
- Александр Буреев
- Юрий Вотяков — поручик
- Михаил Игнатов —  мастер Браун
- Анатолий Мамбетов
- Валерий Матвеев
- Сергей Николаев — белогвардейский полковник

## Съёмочная группа
- Авторы сценария: Юрий Кузьменко, Юрий Пустовой
- Режиссёр-постановщик: Юрий Кузьменко
- Оператор-постановщик: Юрий Пустовой
- Композитор: Анатолий Дергачёв
- Художник-постановщик: Василий Зверёв
- Художник по костюмам: Наталия Пустовая
- Монтаж: Людмила Мальцева
- Звукорежиссёр: Владимир Богдановский